# Pelargonium ×hortorum
Espèce
Classification phylogénétique

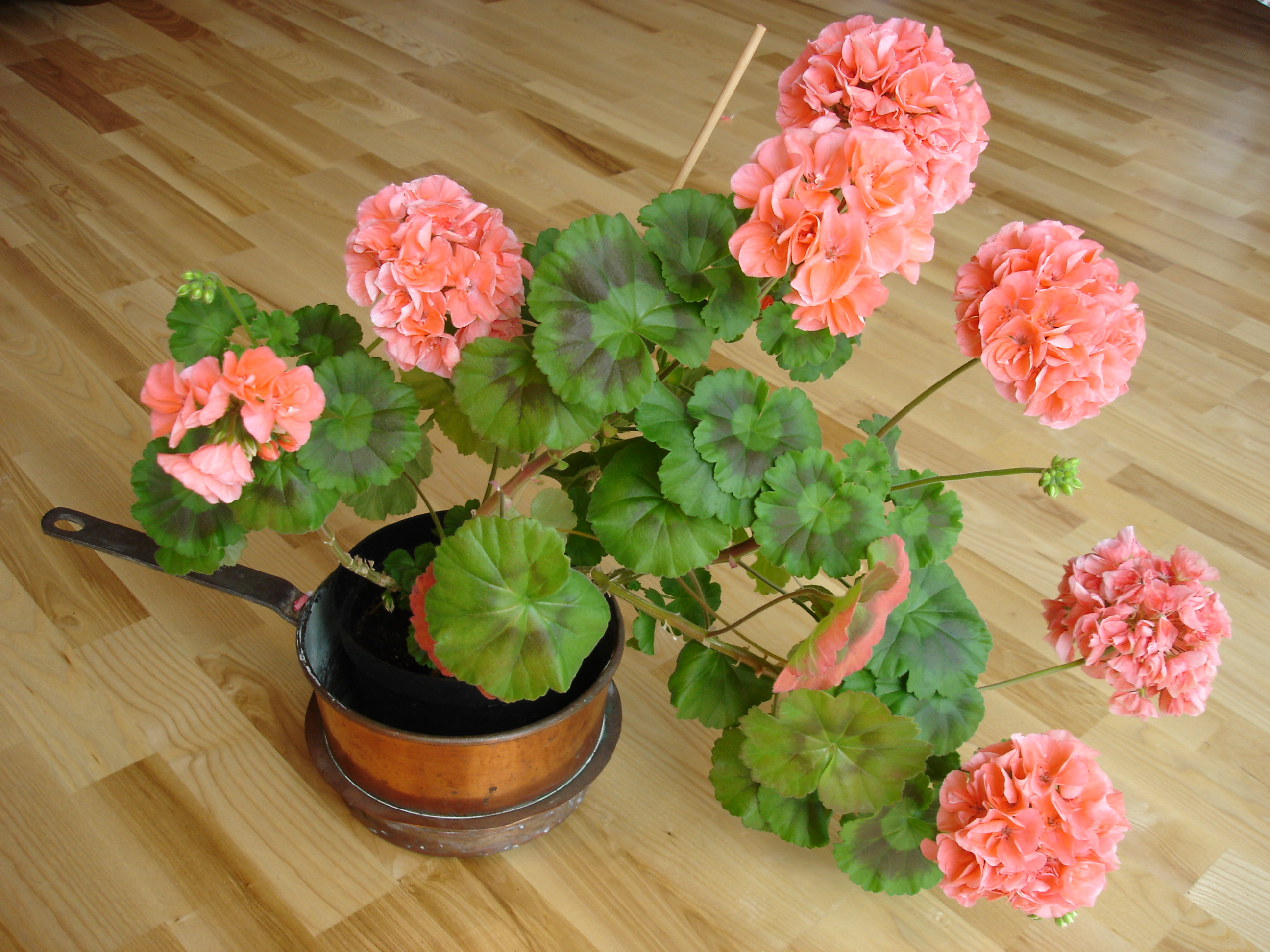
Pelargonium ×hortorum, communément nommé "géranium" par les jardiniers.

Pelargonium ×hortorum ou Pelargonium groupe zonal est communément nommé géranium ou de manière plus précise géranium zoné. Il forme le groupe de cultivars de Pelargonium, aux feuilles marquées d'une zone annulaire brune et aux inflorescences en forme de grosses boules de fleurs serrées, généralement rouges, roses ou blancs. Ce sont les géraniums les plus communs des jardineries et des fleuristes, vendus en pots destinés aux bords des fenêtres et aux balcons ou plantés dans les plates-bandes.
Sur le plan botanique, ce sont des Pelargonium et à ce titre, ils craignent le froid, et doivent être rentrés l'hiver. Ils sont issus du croisement de deux espèces sauvages d'Afrique du Sud (Pelargonium inquinans L'Hér. et Pelargonium zonale L'Hér.) et ont reçu l'appellation botanique de Pelargonium ×hortorum. En principe, seuls les hybrides dont la parenté est bien établie reçoivent cette dénomination binomiale (2 termes séparés par un x), les variétés insuffisamment documentées et les hybrides d'hybrides devraient porter le nom Pelargonium suivi du nom de variété entre guillemets simples, comme Pelargonium 'Nosegay'.

## Étymologie
Le nom générique Pelargonium, en latin scientifique, dérive du grec pelargós (πελαργός), désignant la cigogne, la forme de leur fruit évoquant le bec de l'échassier.
L'épithète spécifique hortorum est une forme génitive du latin hortus « jardin » et correspond donc à « horticole ». Le nom a été créé par le botaniste américain Bailey qui en 1914, écrit « Le grand nombre de formes du géranium commun, dérive de la variation et probablement du croisement de P. zonale et P. inquinans (et peut être d'autres) durant plus d'un siècle de sélections attentives » (The standard cyclopedia of horticulture).
L'épithète spécifique latine zonale (venant du latin botanique Pelargonium zonale) peut être francisée au choix par deux adjectifs du français commun : soit par "zonal" (zonale, zonaux) (cf. CNRTL), soit par "zoné". Au pluriel, on aura donc le choix entre "des géraniums zonaux" ou "des géraniums zonés". Mais l'usage des jardineries est souvent d'associer un terme français et latin et d'hésiter d'appliquer l'accord français sur le latin (comme on le voit avec ces exemples de textes de sites d'horticulteurs : "des pélargoniums ou géraniums zonale" ou "les pélargoniums zonales" ou "ces géraniums zonales"). En outre, ils utilisent ce composé nominal pour désigner, non pas l'espèce sauvage Pelargonium zonale mais les cultivars Pelargonium ×hortorum !
Il convient donc de bien distinguer le terme de latin botanique « Geranium » (en italique) dont l'extension a varié au gré des connaissances botaniques au cours des siècles et le nom vernaculaire de la langue française « géranium » dont l'extension est définie par plusieurs siècles d'usage par les jardiniers amateurs et professionnels.
La plupart des plantes communément appelées "géraniums" par les fleuristes et les jardiniers n'appartiennent pas au genre Geranium (tel qu'actuellement délimité par les botanistes) mais au genre Pelargonium. Ils portent ce nom de "géranium" en français depuis le XVIIe siècle bien avant que les botanistes ne s'accordent à les classer dans le genre des Pelarganium (voir la section "histoire de la nomenclature" de Geraniaceae). Car à l'époque de l'importation des Gerianaceae d'Afrique du Sud, le genre Geranium tel que circonscrit par Linné en 1753 dans Species Plantarum regroupait les espèces qui actuellement sont comprises dans les genres Pelargonium, Erodium et Geranium.
Actuellement, la plupart des jardiniers, amateurs ou professionnels, savent parfaitement que les géraniums qui ornent les balcons sont des Pelargonium mais ils sont réticents à employer ce terme qu'ils trouvent trop pédant. Le terme n'est pas senti comme faisant pleinement partie de la langue commune et demeure encore marqué comme savant.

## Histoire

### Les ancêtres sauvages et les premières sélections

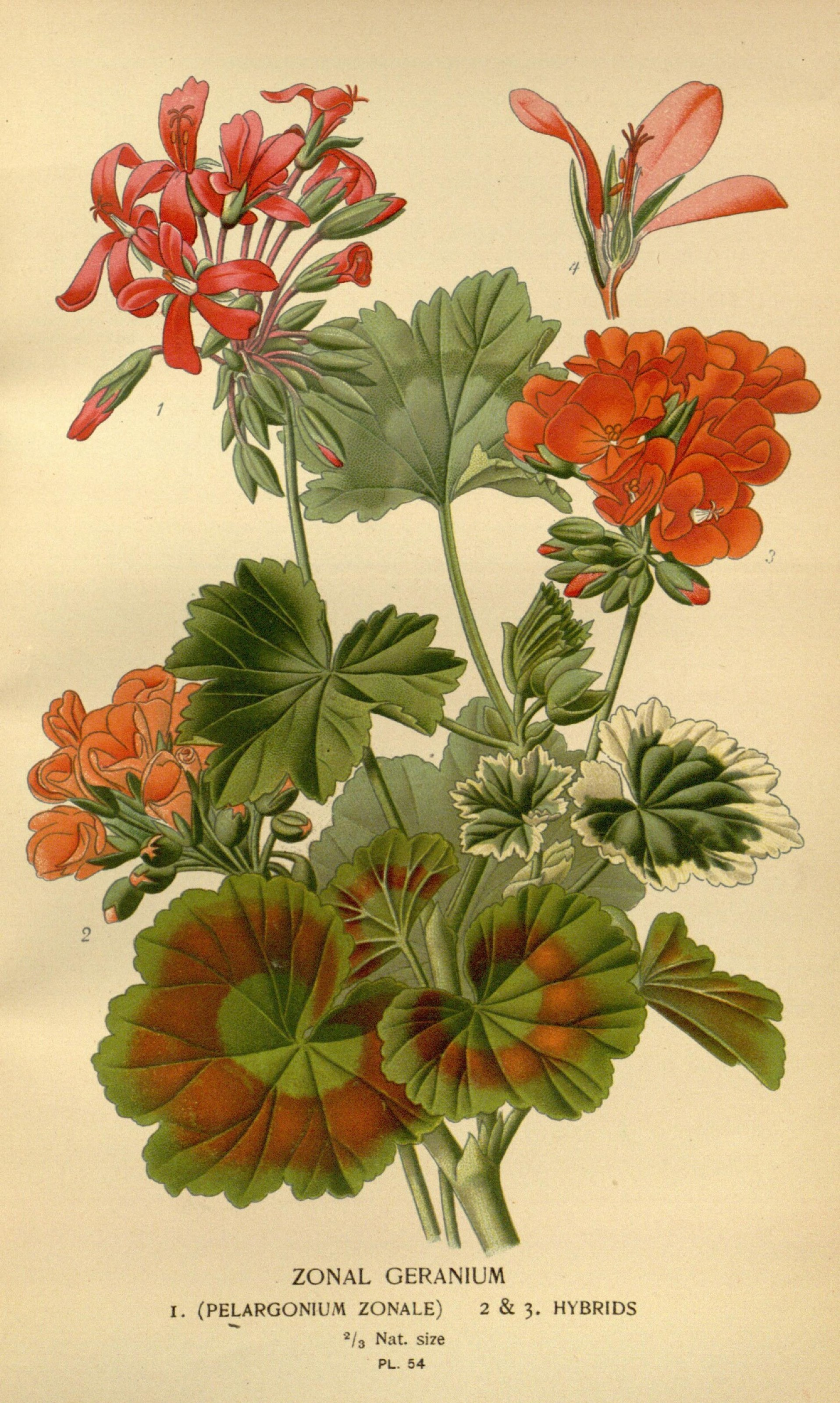
P. zonale (sauvage) à l'arrière plan,
Pelargonium ×hortorum (hybride) au premier plan

Les ancêtres des Pelargonium groupe zonal, sont deux espèces de pélargoniums sauvages d'Afrique du Sud, appelées au XVIIe siècle, d'un nom commerçant par Geranium Africanum. Au siècle suivant, Carl Linné leur donnera une appellation binomiale, Geranium zonale et Geranium inquinans (dans Species Plantarum, 1735), puis L'Héritier les reclassera dans le genre Pelargonium. Mais cette appellation ne sera largement acceptée qu'au XIXe siècle et comme entretemps les variétés et hybrides horticoles de ces espèces connaissaient un franc succès auprès des jardiniers, ceux-ci gardèrent l'habitude qu'ils avaient prise de les qualifier de  « géraniums », terme qui était sans ambiguïté en contexte.
Le premier ancêtre du groupe zonal, connu actuellement sous le nom de Pelargonium zonale, fut collecté dans la province du Cap-Occidental (en Afrique du Sud), durant l'année 1689 et fut envoyé en Europe puis décrit par le botaniste hollandais Jan Commelijn (1629-1692). On trouve ensuite des traces de sa culture dans les jardins de la duchesse de Beaufort en Angleterre,, une aristocrate passionnée par les fleurs exotiques qui employait de nombreux jardiniers pour faire pousser des graines ramenées par les marins de l'étranger. En 1699, elle produisit un catalogue de sa collection de plantes qu'elle fit illustrer l'année suivante par des artistes. Parmi les peintures, se trouvent ce que l'on nomme actuellement Pelargonium zonale dont l'identification précise avait été faite par le botaniste John Ray.
Les premières traces de la culture du second ancêtre du groupe zonal, connu actuellement sous le nom de Pelargonium inquinans, ne se trouvent pas chez une duchesse mais chez un évêque, lui aussi passionné par les plantes venant d'outre-mer. Henry Compton, évêque de Londres, avait constitué une collection botanique dans le jardin de Fulham Palace. En 1713, à sa mort, on trouva dans sa collection qui fut vendue, un Pelargonium inquinans. La première illustration datant de 1732 fut faite à partir d'une plante poussant dans le jardin du botaniste britannique James Sherard.

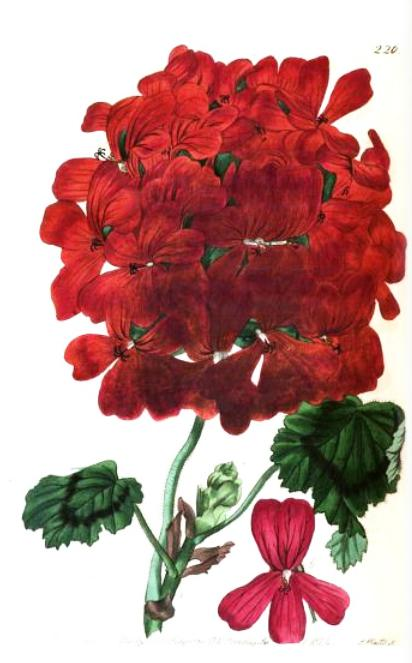
Le géranium de Fothergill (d'après R. Sweet). Probablement un des premiers Pelargonium groupe zonal

Traditionnellement, les médecins s'intéressaient aux plantes médicinales, mais avec le docteur John Fothergill (1712-1780), nous avons aussi un grand collectionneur de plantes nouvelles, « curieuses pour un esprit scientifique » dit-il, rassemblées avec cette avidité de connaître les objets naturels qui était typique du siècle des Lumières. Sa fortune lui permettait d'employer une quinzaine de jardiniers pour entretenir  un jardin botanique à Upton (dans l'Essex) et trois à quatre artistes pour peindre ses plantes. À sa mort en 1780, dans l'inventaire de ses plantes, on trouve un Fothergill's geranium  (ou Pelargonium fothergilli), décrit plus tard comme ayant une grosse boule de fleurs et des feuilles zonées et considéré à ce titre comme un des premiers Pelargonium  groupe zonal. On ne sait pas comment il fut obtenu. Plus tard, en 1826, le botaniste Robert Sweet décrit dans son ouvrage, Geraniaceae (vol. 3, p. 226), une plante de même nom, aux feuilles plus ou moins marquées d'une zone sombre, à 5 pétales, obovés, d'un rouge orangé écarlate, connue aussi, nous dit-il, sous le nom de Nosegay Geranium. Au milieu du XIXe siècle, il est signalé comme le parent d'un groupe d'hybrides, appelé « pélargonium Nosegay » de type zonal, nommés aussi Scarlet. Mais dès cette époque, les botanistes se plaignaient que la parenté précise de ce groupe n'était pas connue.

### Les lents progrès de la biologie florale
Les géraniums sont faciles à multiplier par semis et boutures mais on a du mal à imaginer actuellement, les connaissances très approximatives que les hommes du XVIIIe siècle avaient du mode de reproduction sexuée des végétaux. À cette époque, les savants commençaient à se lasser de toujours commenter les idées d'Aristote sur les plantes et les animaux et cherchaient par l'observation de la nature à s'émanciper de la tradition classique et religieuse qui concevait les plantes comme des êtres purs, exempts de toute souillure sexuelle. Le botaniste allemand Camerarius (1655-1721) réalise pour la première fois une série d'expériences mettant en lumière les rôles complémentaires essentiels joués par les étamines et le pistil (qualifiés par analogie d'organe sexuel mâle et femelle) dans la reproduction. Cette idée d'une sexualité des plantes parvint au jeune Linné par l'intermédiaire d'un mémoire de Vaillant (de 1717) qui lança « la fusée qui devait être le signal de départ de l'un des plus grands développements de la biologie » écrit Hendrik de Wit. Pourtant la verve poétique très inspirée de Vaillant (« Les anthères sont des têtes chaudes qui ne semblent rien chercher d'autre que la satisfaction de leur passion violente ») ne convainquit pas tout le monde, tant s'en faut.
Ce n'est qu'au cours de la deuxième moitié du XVIIIe siècle, que les fondements de l'hybridation et de la biologie florale commencèrent à être établis, grâce aux travaux de deux remarquables expérimentateurs allemands, J.G. Kölreuter (1733-1806) et C.K. Sprengel (1750-1816). Avec le premier, la technique d'obtention des hybrides de première et deuxième génération est décrite pour la première fois. En 1793, Sprengel établissait que la plupart des fleurs hermaphrodites ne pouvaient être fécondées par leur propre pollen car leurs organes reproducteurs n'atteignaient pas la maturité en même temps (comme c'est d'ailleurs le cas chez les Geraniaceae). Et il fallut attendre les observations précises du microscopiste italien Amici en 1830, pour établir que le pollen germe en émettant un tube pollinique qui progresse jusqu'à l'ovule.
Si les géraniums de Fothergill et les scarlet ont été obtenus par hybridation, ce fut probablement par des croisements spontanés entre espèces plantées très serrées, sans que les jardiniers y soient pour quelque chose. Ils ne pouvaient s'en remettre qu'au hasard des croisements spontanés :  chaque année, les horticulteurs semaient des graines récoltées sur des variétés choisies et sélectionnaient les meilleurs plants qu'ils multipliaient par bouturage. Des mutations spontanées (sports en anglais) peuvent aussi apparaître quand un pied produit une tige ou une fleur qui est clairement différente de la plante mère. Une bouture pouvait être pratiquée sur cette partie ayant développé des caractéristiques nouvelles.

### L'engouement pour les géraniums auXIXesiècle
Tandis que les grands jardins classiques à la Le Nôtre sont des mises en scène théâtrale de l'aristocratie, les paysagistes les plus célèbres du XIXe siècle, comme les frères Bühler, conçoivent les parcs comme de grands paysages, avec du relief, des kiosques et des plantations soulignant les perspectives. Ces parcs des grandes demeures sont souvent associés à des serres chaudes qui maintenant, grâce à l'utilisation du verre et du fer, peuvent être beaucoup plus grandes. Dans les villes, l'apparition des jardins publics est contemporaine des premières concentrations urbaines et de la naissance du mouvement horticole. La Société d’Horticulture de Paris, créée en 1827, est suivie par la constitution de multiples sociétés d'horticulture savantes en province. Les propriétaires terriens et les notables locaux se passionnent désormais pour les espèces rares et exotiques. Plusieurs journaux d'horticulture sont fondés : la Revue Horticole en 1829, les Annales de la Société d'horticulture de Paris en 1827, les Jardins de France ou en Belgique, la Flore des serres et des jardins de l'Europe en 1845, superbement illustrée. Lors de grandes expositions où les horticulteurs présentent leurs dernières créations, des concours sont organisés pour décerner des médailles d'or aux cultivars les plus remarquables. Tous ces facteurs concourent à l'engouement pour les géraniums, une des plantes les plus faciles à cultiver et les plus florifères.
La passion pour la création de nouvelles variétés de pélargonium apparue en Angleterre va se développer dans toute l'Europe. Si au début du XIXe siècle, on pouvait compter environ 400 cultivars dans les grandes collections anglaises, à la fin du siècle, Henri Dauthenay dans son ouvrage Les géraniums (Pelargonium zonale & inquinans) de 1897, estimait à 3 000 le nombre de cultivars dans le seul groupe zonale/inquinans.

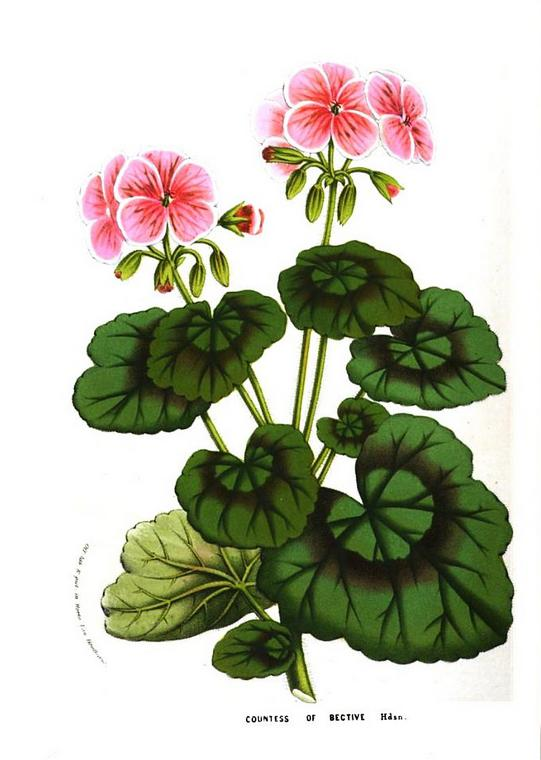
Pelargonium groupe zonal, 'countess of Bective'

La pépinière Colvill à Chelsea (Londres) avait en 1820 la collection de cultivars de pélargoniums la plus importante de l'époque (de 400 à 500, cultivées sous serres). Le botaniste Robert Sweet l'utilisa pour décrire des centaines de cultivars de pélargoniums dans son ouvrage en 5 volumes Geraniaceae.
Jusqu'au milieu du XIXe siècle, l'Angleterre avait le monopole de l'obtention par semis des variétés zonées aux coloris délicats. À partir des années 1860, la France, entra dans la compétition et avec des producteurs comme Babouillard, Bruant, Lemoine, Boucharlat et quelques autres, put fournir de très belles variétés.
Au début du siècle, peu d'hybridations dans le groupe zonal sont réalisées, pour autant qu'on puisse le savoir car les horticulteurs réutilisaient la même  dénomination pour des plantes différentes et n'indiquaient pas la parenté de leur obtention. Les perfectionnements les plus importants des géraniums zonés ne se sont manifestés qu'à la fin du XIXe siècle.
Les échanges de variétés entre la France et l'Angleterre permettaient d'enrichir les collections des deux côtés de la Manche. Les variétés anglaises étaient estimées pour leur robustesse, les variétés françaises pour la beauté de leurs fleurs (Dauthenay 1897).
Dans les années 1850-1860, on trouve en France des variétés réputées  comme 'Madame Vaucher' portant de grandes fleurs du blanc le plus pur ou 'Madame Bercque' (à fleurs à fond blanc, striées de lignes saumonées) ou 'Beauté de Suresnes'.

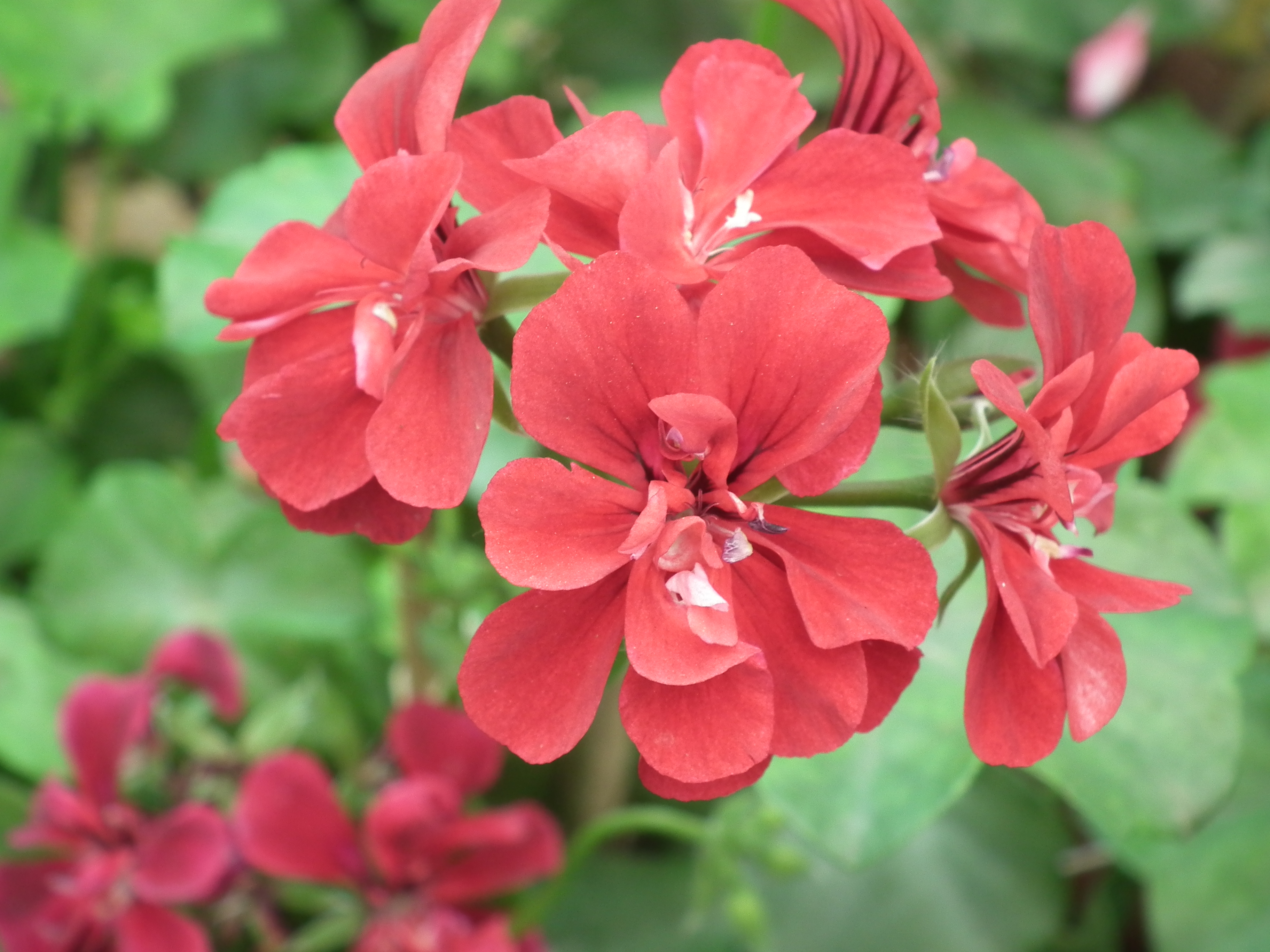
Géranium à fleurs doubles

En 1864-1865, le fameux horticulteur de Nancy, Victor Lemoine, produit le premier géranium zoné à fleurs doubles (avec au moins 10 pétales). Le point de départ est 'Triomphe de Gergonia', une plante à fleur semi-double, cultivée par Le Coq au Jardin Botanique de Clermont-Ferrand. À partir de ses semis, un horticulteur obtint 'Gloire de Clermont', à fleurs vermillon à centre blanc, exposée en 1863. Suivant le récit de Dauthenay, Victor Lemoine obtint une étamine de cette variété avec laquelle il fertilisa 'Beauté de Suresne'. Parmi les jeunes plantules nées du semis, il sélectionna une plante à fleur double, d'un rouge minium qu'il appela 'Gloire de Nancy'.
Lemoine produisit aussi un géranium rose double 'Madame Lemoine'. Le premier blanc double est la création de Jean Sisley de Lyon (1872).
En 1893, Lemoine produit aussi la variété 'Paul Crampel', un géranium zoné vigoureux qui porte une grosse tête de fleurs simples d'un rouge vermillon éclatant, très résistant à la chaleur. Elle devint pour longtemps la variété du groupe zonal la plus importante pour les parterres.
Pour Dauthenay, les 'Nosegay' qui étaient certainement les plus anciens hybrides entre P. zonale et inquinans, perdirent la faveur des jardiniers après 1878 en raison de l'introduction des fleurs doubles et de la race Bruant. L'horticulteur Georges Bruant (1842-1912) de Poitiers, créa en 1864 les pélargoniums à « gros bois » à grand développement et à grandes fleurs comme 'Nuit Poitevine' ou 'Beauté Poitevine' (semi-double, saumon). La 'race Bruant' est le premier pélargonium du groupe zonal tétraploïde qui grâce à un nombre double de chromosomes, a une plus grande robustesse. Elle connut un grand succès aux États-Unis en raison de sa grande résistance au soleil.
Du groupe des Pelargonium ×hortorum sont issus de nombreux sous-groupes comme les pélargoniums à feuillage fantaisie (de plusieurs couleurs), ceux à fleurs de cactus ou à fleurs étoilées, fleurs de rose, ou fleurs de tulipe.
Les fleurs étoilées (stellar) sont des fleurs simples, en forme d'étoile, obtenues à l'origine par Ted Both d’Adélaïde en Australie à partir d’une plante appelée ‘Chinese Cactus’.
La variété Rosebud/Noisette développée en 1870, porte des fleurs doubles avec un centre qui ne s'ouvre pas, comme les boutons de rose.
Au XXe siècle, la vague d’enthousiasme pour les géraniums zonés prit brusquement fin en 1914 quand les fières nations européennes décidèrent de mobiliser toutes leurs énergies pour s'entretuer. Les soldats ruraux payèrent un très lourd tribut à la guerre. Les rationnements d'énergie obligèrent à fermer les serres. Aussi, quand dans l'après-guerre l'horticulture put se redresser, elle le fit en se passant des plantes de serres.
La Première Guerre mondiale n'avait donné qu'un avant-goût de ce qu'allaient être les meurtres de masse perpétués par les armées nazies. Avec la période de croissance économique qui suivit la guerre, les classes moyennes s'installèrent dans des pavillons avec jardins ou pelouses. La mode des balcons fleuris de géraniums venue des Alpes et d'Alsace, s'étendit peu à peu à tout le pays.

## Description

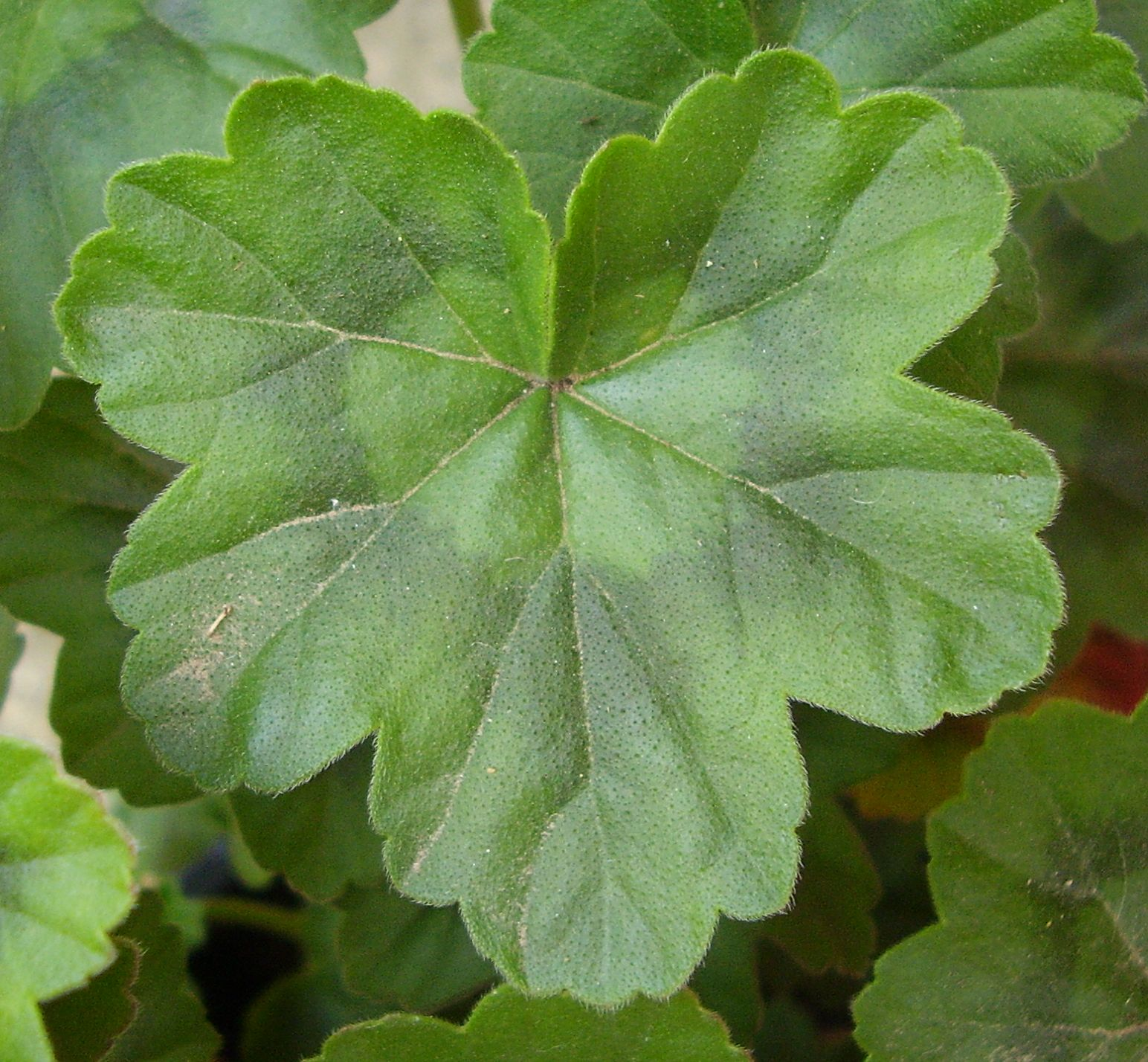
Feuille zonée de brun

La lignée d'hybrides Pelargonium ×hortorum est faite de plantes au port érigé, buissonnant, de 35 à 50 cm de haut.
Les feuilles de forme circulaire (>7 cm de diamètre) ont une nervation palmée et une marge crénelée. Le limbe est parcouru par une zone annulaire brune, plus ou moins visible suivant les variétés.
Les inflorescences sont de grosses pseudo-ombelles, regroupant généralement de 12 à 40 fleurs vivement colorées (avec une partie en bouton et une partie fleurie à un moment donné), serrées les unes contre les autres. L'inflorescence est portée par un long pédoncule rigide, partant de l'aisselle des feuilles supérieures, si bien que la tête fleurie se détache nettement au-dessus du feuillage.
La fleur (dans sa forme simple) comporte 5 pétales positionnés de manière régulière autour du centre. Les tons jaunes et bleus n'existent pas, mais un très grand nombre de variations de coloris allant du rouge, orange au rose et blanc ont été obtenues. Les pétales sont de taille égale et de couleur uniforme. Ils ne sont pas veinés de marques foncées, rouge magenta, comme ceux de nombreuses espèces de pélargoniums sauvages ou cultivés.
Ces cultivars zonés sont soit diploïdes soit tétraploïdes. Ils peuvent être caractérisés par des séquences microsatellites pouvant servir à leur identification génétique.
Les géraniums zonés sont des plantes très florifères, peu exigeantes en eau. La floraison se déroule sans interruption du printemps jusqu'aux derniers jours d'automne.

## Classification des cultivars zonés
Le groupe zonal comporte de nombreux cultivars,, regroupés principalement dans :
1. Les zonés à fleurs simples : ce sont des plantes placés dans les massifs d'été, les pots et jardinières. Les cultivars les plus connus sont : 'Jardin des Plantes', 'Kees' (à fleurs jaune clair et feuillage panaché), 'Lannion' (orange vif), 'Yvonne' (blanc avec un fin liseré rouge), etc.
2. Les zonés à fleurs semi-doubles ou doubles. Le pépiniériste de Nancy, Victor Lemoine, fut le premier en 1865, à produire une fleur double, nommée la 'Gloire de Nancy', de couleur rouge minium. Citons les cultivars : 'Fraicher Beauty', 'Gloire de Louviers', 'Glacis', 'Héléna', etc. Les fleurs demi-doubles sont apparues aussi en France à la fin du XIXe siècle, à la même époque que les fleurs doubles. Ils sont issus de mutations spontanées à partir de Pelargonium ×hortorum à fleurs simples.
3. Les zonés compacts : ils sont de taille intermédiaires entre les zonés et les miniatures. Les cultivars sont : 'Baby Harry' (s), 'Bold Dove' (sd), 'Bold Pixie' (d), 'Brookside Betty', 'Friesdorf', 'Gemma', etc.
4. Les zonés miniatures : ce sont des plantes de taille inférieure à 12 cm de hauteur. Les variétés sont : 'Baby Brocade', 'Cherry', 'Deerwood Darling', 'Eden Gem', 'Frank Headly' (panaché vert et blanc), 'Garnet Rosebud', 'Jips Desert Poppy', etc.
5. Les zonés à feuillage panaché ("fancy-leaf", à feuillage de fantaisie) : ils doivent être installé à mi-ombre. Ainsi, 'Madame Salleron' a des feuilles marginées de blanc, ou  ‘A Happv Thought’ a des feuilles marginées de jaune marginées de vert.
6. Les zonés à fleurs différentes : de type 'Rosebud' bouton de rose (chaque fleur ressemble à une rose, ex. 'Apple Blossom', 'Black Pearl', 'Black Rose'...), de type 'Tulip' (chaque fleur ressemble à une tulipe, ex. 'Conny', 'Happy Birthday', 'Marie-Louise'...), de type 'Œillet', 'Cactus', 'Phlox', de type piqueté, strié, etc.

Ces classes ne sont pas disjointes mais sont nommées d'après un caractère saillant. Cinq critères de classification horticole sont généralement pris en compte :

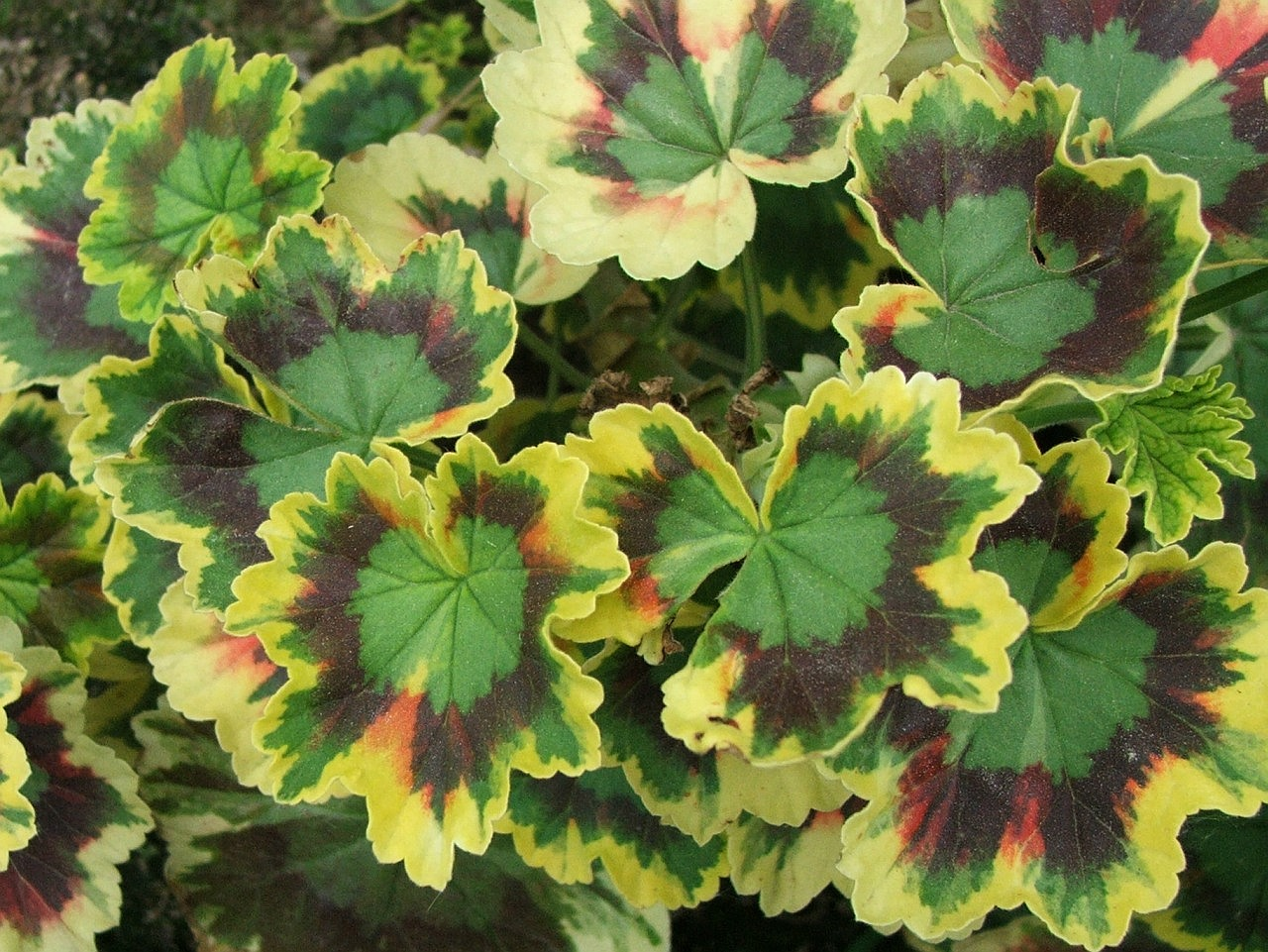
Pelargonium ×hortorum

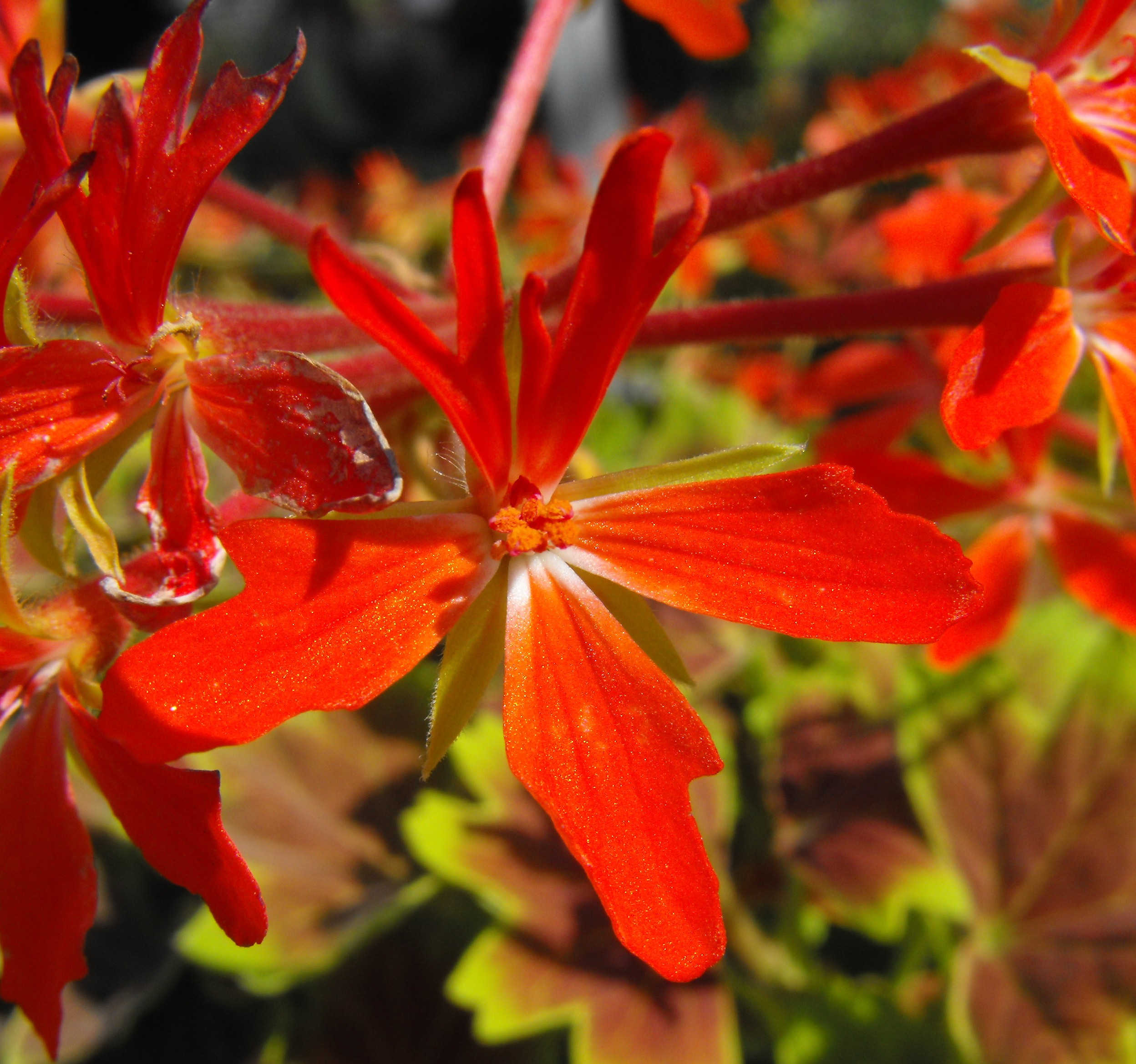
'Vancouver Centennial'

1. La taille : grande ('Irenes' introduit en 1942 par Charles Behringer dans l'Ohio, USA), nain (moins de 20 cm de haut, comme 'Wendy Read' rose fanant en blanc), miniature (moins de 12 cm, comme 'Frills' ou l'original 'Red Black Vesuvius' au feuillage noir)
2. La couleur des feuilles : doré ou bronze (ex. 'Golden Crest', 'Morval'), bicolore (blanc et vert, comme 'Chelsea Gem'), tricolore (doré, rouge et vert, comme 'Contrast')
3. Le nombre de pétales : simple (5 pétales, comme 'Christopher Ley' orange rouge), double (>5 pétales, 'Shocking' rose brillant)
4. L'apparence des pétales : 'Spitfire' pétales rouges longuement effilés, 'Mr. Wren' aux pétales rouges bordés de blanc, 'Speckled' tacheté (comme 'Gemma', 'Elmsett'), en forme de tulipe ('Patricia Andrea' obtenue aux USA en 1960)
5. La couleur des fleurs : de nombreuses variétés sont apparues au cours des années passées